# مسجد الخرقة الشريفة (إسطنبول)
مسجد الخرقة الشريفة أو جامع البردة الشريفة (بالتركية: Hırka-i Şerif Camii)‏ هو مسجد بني في عهد الدولة العثمانية، يوجد في منطقة الفاتح بمدينة إسطنبول التركية، ويُعد من أشهر المساجد في هذه المنطقة الأثرية وهو يقع بالقرب من مسجد الفاتح بالجزء الأوروبي من مدينة إسطنبول.
بُني المسجد بعدما جلب السلطان العثماني عبد الحميد الأول لإسطنبول بعد رحلته إلى الشرق «البُردَة» الخاصة بالنبي محمد صلي الله عليه وسلم، أو «الخرقة الشريفة»، وهي عباءته التي أهداها إلي أويس القرني المرادي  التابعي الجليل الذي أدرك زمن النبي محمد صلي الله عليه وسلم ولم يره.

## التسمية
كلمة «خرقة» (بالتركية: Hırka)‏ تعني بالتركية: «سترة من الصوف المحبوك»  أو «عباءة» أو «سِتْرَة». ومنها جاء اسم هذا الجامع التركي الذي يحوي عباءة الرسول محمد صلي الله عليه وسلم.

## التاريخ
يُعد مسجد الخرقة الشريفة من المساجد القديمة التي يقصدها مئات الآلاف من البشر سنويا لرؤية عباءة النبي محمد صلي الله عليه وسلم. ويشهد المسجد توافداً من كافة أرجاء تركيا وأيضا من خارجها لإلقاء نظرة على العباءة، ويُسمح بالزيارة طيلة أيام شهر رمضان المُعظّم فقط، فيما يكون الجامع مفتوحاً أمام المصلين على مدار العام.

## البردة
تعد بُـردة الرسول محمد صلى الله عليه وسلم التي أُهديت إلى التابعي أُويس القــَـرَنـَي إحدى أهم مصادر الجذب في تركيا خلال شهر رمضان، إذ يتوافد الأتراك لرؤيتها من كل أنحاء البلاد حينما تعرض في المسجد في شهر رمضان فقط.
تعرّضت بعض أجزاء البُردة للتلف بسبب طريقة الحفظ التي كانت متبعة في الماضي، وهو ما دفع المشرفين عليها إلى الاستعانة بخبراء لحفظها وإعادة عرضها للجمهور. وقد تمت عملية الحفظ خلال عام كامل بوسائل لا تؤدي إلى تغيير أو إضافة في البردة.

## شاهد
- بردة النبي محمد (ص) في تركيا - Al Jazeera Arabic قناة الجزيرة . على يوتيوب.
- بردة الرسول (ص) في تركيا، تشرُّف الرئيس التركي رجب طيب أردوغان بزيارتها.
- مئات الآلاف يتقاطرون لمشاهدة بردة النبي محمد في اسطنبول، عام 2017.
- عباءة الرسول عليه الصلاة والسلام تجذب آلاف الزوار من الأتراك كل عام في اسطنبول.
- مسجد تركي يعرض عباءة النبي محمد خلال شهر رمضان للزائرين.
- جامع 'الخرقة الشريفة' يفتح أبوابه للراغبين برؤية البردة النبوية.